# آدم فيدريكي

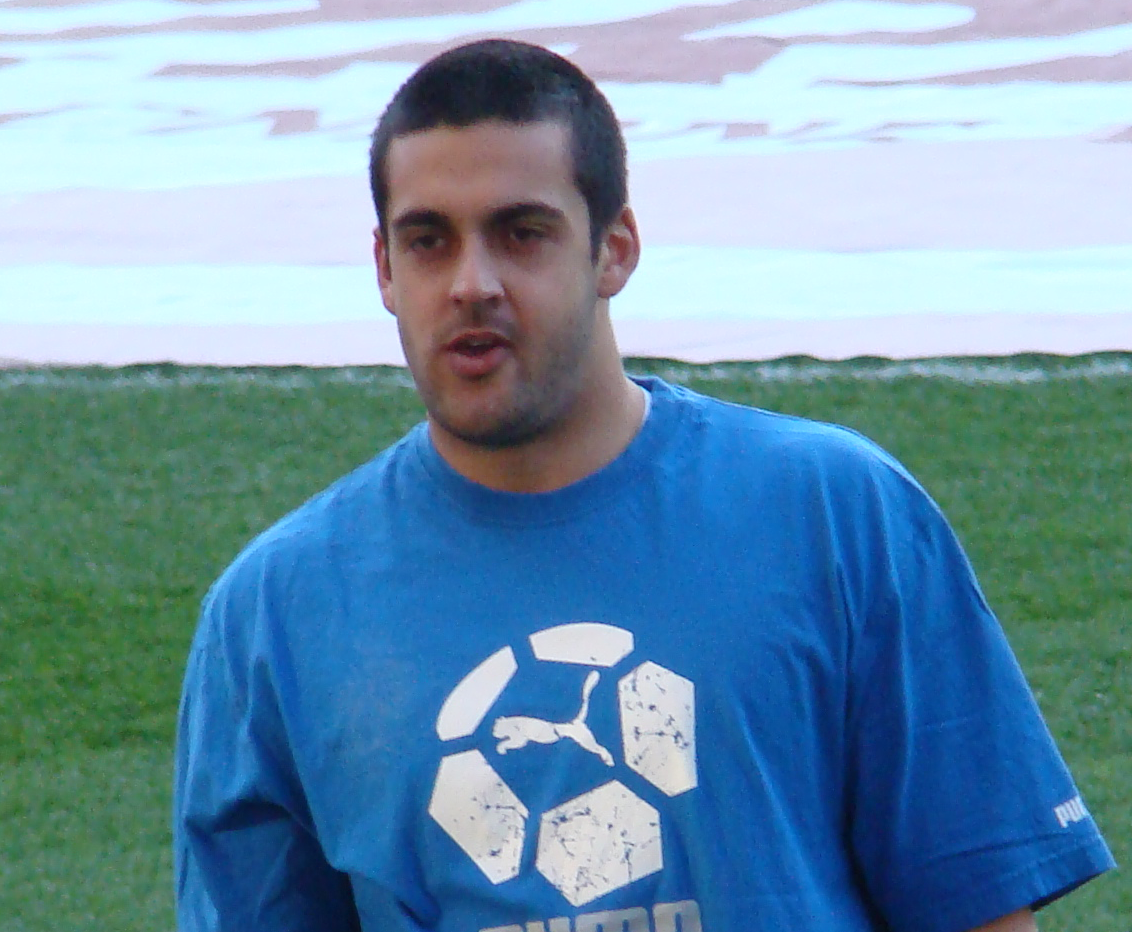
آدم فدريكي

آدم فيدريكي (بالإنجليزية: Adam Federici)، من مواليد 31 يناير 1985 في نوورا في أستراليا، لاعب كرة قدم أسترالي، بدأ مسيرته الكروية مع نادي ريدينغ الإنجليزي في عام 2005، وهو يلعب معهم حتى الآن وقد حاز على جائزة أفضل لاعب في بطولة كاس انكلترا 2006-2007، وفي موسم 2005/2006 أعير إلى نادي كارشالتون أثلتك الإنجليزي، ولعب معهم 25 مباراة، وفي عام 2006 أعير إلى نادي بريستول سيتي الإنجليزي.

## روابط خارجية
- آدم فيدريكي على موقع الاتحاد الدولي (مؤرشف)  (الإنجليزية)
- آدم فيدريكي على موقع قاعدة بيانات كرة القدم.إي يو (الإنجليزية)
- آدم فيدريكي على موقع ناشيونال فوتبول تيمز (الإنجليزية)
- آدم فيدريكي على موقع Soccerbase.com (لاعب) (الإنجليزية)
- آدم فيدريكي على موقع Soccerway.com (الإنجليزية)
- آدم فيدريكي على موقع عالم كرة القدم.نت (الإنجليزية)
- آدم فيدريكي على موقع اللجنة الأولمبية الدولية (الإنجليزية)
- آدم فيدريكي على موقع أوليمبيديا (الإنجليزية)
- آدم فيدريكي على موقع اللجنة الأولمبية الأسترالية (الإنجليزية)
- آدم فيدريكي على موقع AS.com (الإسبانية)